# Ferdynand Zarzycki
Ferdynand Zarzycki (ur. 22 grudnia 1888 w Tarnowie, zm. 10 października 1958 w Chicago) – generał brygady Wojska Polskiego, minister przemysłu i handlu (1931–1934), senator w II Rzeczypospolitej, zastępca Komendanta Naczelnego Związku Legionistów Polskich od 1936 roku, kawaler Orderu Virtuti Militari.

## Życiorys
Urodził się w rodzinie Franciszka, nadstrażnika, i Teofili z Nastalików. Był młodszym bratem Leopolda, doktora praw, sędziego Sądu Najwyższego, zmarłego 24 października 1930 roku w Meranie, we Włoszech. W 1899 rozpoczął naukę w c. k. Gimnazjum w Tarnowie. W 1903 przeniósł się do nowo otwartego c. k. Gimnazjum II w Tarnowie.
Ukończył filozofię w Krakowie. Swoją pierwszą pracę podjął w c.k. Gimnazjum w Nowym Targu w roku szkolnym 1912/13. Był nauczycielem języków: polskiego, łacińskiego i greckiego. W 1912 roku założył przy gimnazjum I Drużynę Skautową im K. Pułaskiego. Wraz ze starszymi skautami wstąpił do Drużyny Podhalańskiej w Nowym Targu. 26 sierpnia 1913 roku Rada Szkolna Krajowa przeniosła go do c.k. II Gimnazjum w Tarnowie.
Od sierpnia 1914 do lipca 1917 roku w Związku Strzeleckim; adiutant w Legionach Polskich, a następnie dowódca kompanii szkolnej w Polskiej Sile Zbrojnej. Od 1 kwietnia 1918 do 17 lutego 1919 roku – (z przerwami), dowodził 8 pułkiem piechoty Legionów. Był pierwszym dowódcą tego reaktywowanego po latach oddziału, który pod jego dowództwem wyruszył na odsiecz Lwowa. 17 lutego, w czasie wypadu do Rzęsny Ruskiej, Kozic, Domażyra i Haraszynowa, został ranny. Od 20 lipca do 24 września 1919 roku dowodził II Brygadą Piechoty Legionów.
W okresie od 25 września 1919 do 30 kwietnia 1920 roku oraz od 1 grudnia 1920 do lipca 1921 roku był komendantem Szkoły Aplikacyjnej Oficerów Piechoty w Rembertowie. W międzyczasie pełnił służbę na stanowiskach: szefa Wydziału Szkół Piechoty Oddziału III Sztabu Ministerstwa Spraw Wojskowych (od 1 maja 1920 roku), dowódcy 2 Grupy Operacyjnej (od 1 sierpnia 1920 roku). 22 maja 1920 roku został zatwierdzony z dniem 1 kwietnia 1920 roku w stopniu pułkownika, w piechocie, w „grupie oficerów byłych Legionów Polskich”.
W okresie od 22 sierpnia do 24 września 1920 roku dowodził w zastępstwie 4 Dywizją Piechoty. 3 maja 1922 roku został zweryfikowany w stopniu pułkownika ze starszeństwem z dniem 1 czerwca 1919 roku i 56. lokatą w korpusie oficerów piechoty, a jego oddziałem macierzystym był 4 pułk piechoty Legionów. 30 grudnia 1922 roku został przeniesiony do komendy miasta Warszawy na stanowisko zastępcy komendanta. 28 czerwca 1923 roku został przeniesiony do Komendy Doświadczalnego Centrum Wyszkolenia Armii w Rembertowie na stanowisko zastępcy komendanta.
1 grudnia 1924 roku Prezydent RP Stanisław Wojciechowski, na wniosek Ministra Spraw Wojskowych generała dywizji Władysława Sikorskiego, nadał mu stopień generała brygady ze starszeństwem z dniem 15 sierpnia 1924 roku i 30. lokatą w korpusie generałów. 3 grudnia 1924 roku został mianowany dowódcą 4 Dywizji Piechoty w Toruniu. 31 lipca 1927 roku został mianowany I zastępcą Wiceministra Spraw Wojskowych i szefa Administracji Armii. 1 stycznia 1930 roku został zwolniony ze stanowiska I zastępcy Wiceministra Spraw Wojskowych i szefa Administracji Armii, i mianowany generałem do zleceń I zastępcy Wiceministra Spraw Wojskowych i szefa Administracji Armii z zachowaniem dotychczasowych dodatków służbowych.
Od 26 maja 1931 do 13 marca 1934 roku był ministrem przemysłu i handlu. Z dniem 31 maja 1934 roku został przeniesiony w stan spoczynku. Był senatorem RP IV kadencji (1935–1938) i V kadencji (1938–1939) z województwa stanisławowskiego. W latach 30. był prezesem rady Izby Handlowej Polsko-Łacińsko-Amerykańskiej.
Po kampanii wrześniowej przebywał na Bliskim Wschodzie do września 1947 w tzw. 2 Grupie, ale bez przydziału wojskowego. Po demobilizacji osiedlił się w USA.
Zmarł 10 października 1958 roku w Chicago i tam został pochowany( kwatera 1 lot 103 - blobk G - section 42).

## Ordery i odznaczenia

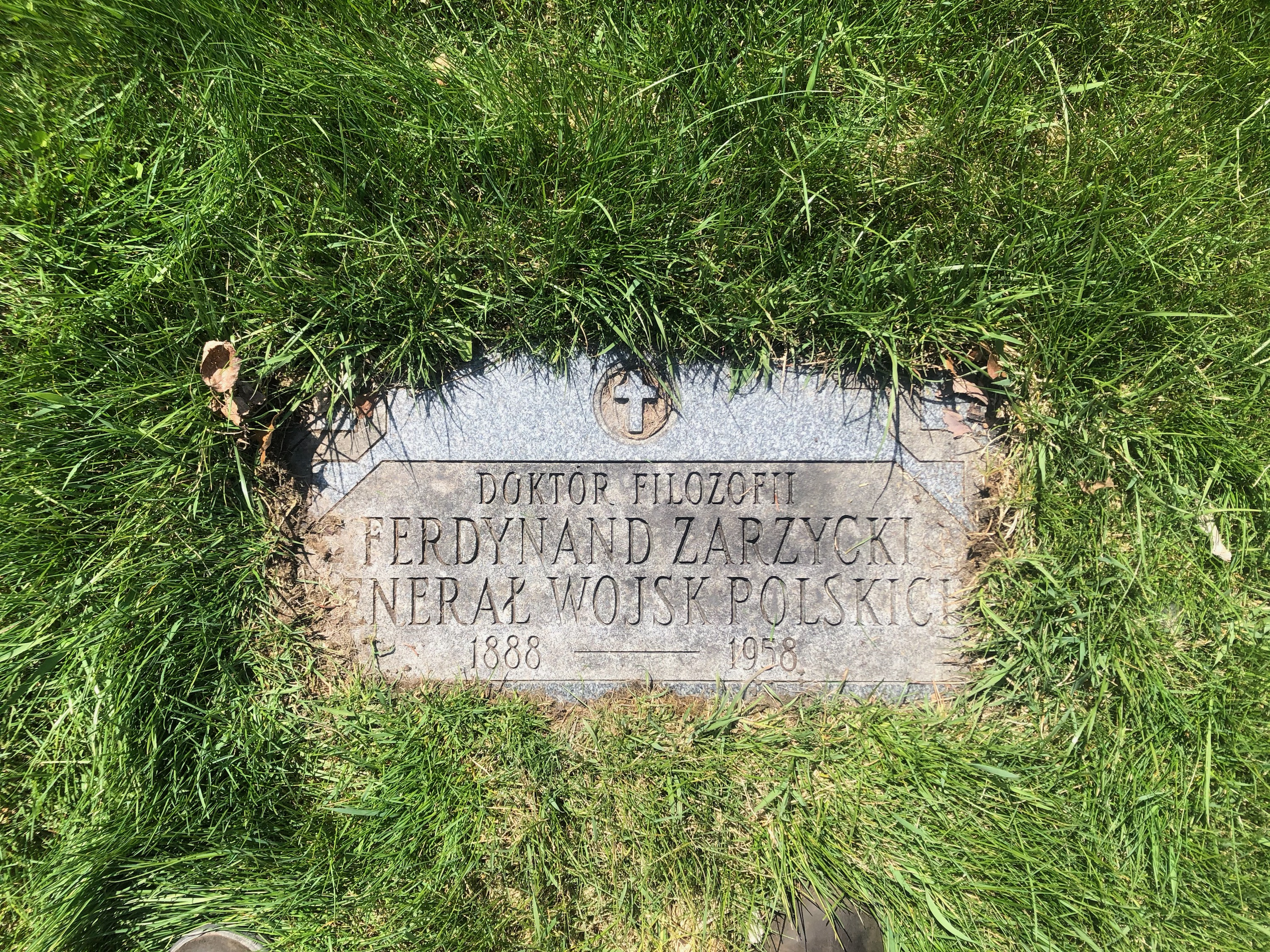
Płyta nagrobna Ferdynanda Zarzyckiego na Cmentarzu św. Wojciecha (St. Adalbert Cemetery)

- Płyta nagrobna Ferdynanda Zarzyckiego na Cmentarzu św. Wojciecha (St. Adalbert Catholic Cemetery & Mausoleums(inne języki))Krzyż Srebrny Orderu Wojskowego Virtuti Militari nr 3049 (10 sierpnia 1922)[23][24]
- Krzyż Komandorski Orderu Odrodzenia Polski (10 listopada 1928)[25][26]
- Krzyż Niepodległości (6 czerwca 1931)[27]
- Krzyż Oficerski Orderu Odrodzenia Polski (2 maja 1923)[24][28][29][30]
- Krzyż Walecznych (czterokrotnie)[31]
- Złoty Krzyż Zasługi (dwukrotnie: po raz pierwszy 17 marca 1930)[32]
- Medal Pamiątkowy za Wojnę 1918–1921[24]
- Medal Dziesięciolecia Odzyskanej Niepodległości[24]
- Odznaka za Rany i Kontuzje[33]

- Order Krzyża Orła I klasy (Estonia, 1934)[34]
- Komandor Krzyża Wielkiego Order Trzech Gwiazd (Łotwa, 1933)[35]
- Wielki Oficer Orderu św. Sawy (Jugosławia, 1929)[24][36]
- Komandor Orderu Gwiazdy Rumunii (Rumunia)[24]
- Komandor Orderu Legii Honorowej (Francja, 1929)[24][36]
- Oficer Orderu Legii Honorowej (Francja)[24]
- Kawaler Orderu Legii Honorowej (Francja, 1922)[37]
- Krzyż Żelazny II klasy (Prusy)[31]
- Medal Zasługi Wojskowej (Austro-Węgry)[31]